# Клод Жад
Клод Жад (фр. Claude Jade, МФА: [klod ʒad] ( прослухати), справжнє ім'я — Клод Марсе́ль Жорре́, фр. Claude Marcelle Jorré; 8 жовтня 1948, Діжон, Франція — 1 грудня 2006, Булонь-Біянкур, Франція) — французька акторка кіно, театру та телебачення. Стала відомою, зігравши Крістін Дуанель (Дарбон) у циклі фільмів Франсуа Трюффо: «Вкрадені поцілунки» (1968 рік), «Сімейне вогнище» (1970 рік) і «Кохання, що втекло» (1978 рік). Трюффо зробив її «маленькою нареченою французького кіно» (фр. petite fiancée du cinéma français).
У 1998 році була удостоєна ступеню Кавалера ордену Почесного легіону.

## Біографія

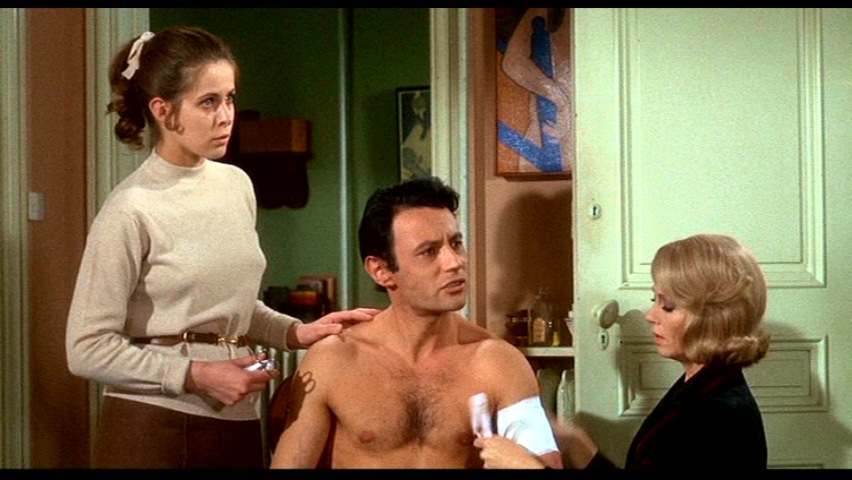
Кінофільм «Топаз», 1969 рік, режисер Альфред Гічкок. Клод Жад (ліворуч), Мішель Сюбор і Дані Робен

Прем'єра фільму «Кохання, що втекло», 1979 рік, Люксембург. Режисер Франсуа Трюффо та Клод Жад

У віці п'ятнадцяти років вона відвідувала Консерваторію драматичних мистецтв у Діжоні. У 1966 році вона отримала приз актора. Вона поїхала в Париж і отримала акторські уроки від Жана-Лорана Коше. У 1967 році вона зіграла головну роль у телесеріалі «Рідкісні птахи». У театрі вона була виявлена у виконанні постановки Саші Пітоеффа «Генріха IV» Франсуа Трюффо. Її дебютний фільм із Трюффо відразу зробив її всесвітньо відомою. Їй дістається провідна роль студентки музики Крістін Дарбон разом із Жаном-П'єром Лео у «Вкрадені поцілунки». В історії цієї пари буде два продовження. Вона — мудра, чарівна і наївна дівчина в «Вкрадених поцілунках» (1968), ніжна і сумна в «Сімейне вогнище» (1970), незалежна і сповнена рішучості в «Кохання, що втекло» (1979). У міру того, як епізоди змінюють один одного, її персонаж змінюється, з хвилюючою точністю, у бік більшої серйозності та гіркоти. Цікаво слідувати за його еволюцією протягом тих 10 років, що триває ця трилогія. Ця хроніка закоханих, а потім і подружньої пари Антуана Дуанеля (Жан-П'єр Лео) і Христини Дарбон (Клод Жад) унікальна в історії кіно. Подібно до того, як Антуан — свого роду альтер его Трюффо і Лео, на Христину також впливають стосунки між Трюффо і Жадом.
Трюффо, якому Клод Жад завдячує прізвиськом «маленької нареченої французького кіно», хотів одружитися з нею і просив у її батьків руки їхньої дочки. Однак в останній момент він передумав. Клод Жад зуміла пробачити, і вони залишилися друзями на все життя.
Крім фільмів Трюффо, її найзнаменитіша роль — це роль Манетт із Жаком Брелем у фільмі «Мій дядько Бенжамен». Її ролі у французькому кіно сформувалися завдяки впливу творчості Трюффо. У його фільмах героїні мудрі, ніжні та кмітливі.
Наприклад, юна Франсуаза, яка закохується у священика Робера Оссейна у фільмі «Заборонені священики» Дені де Ла Пательєра, звільнена студентка-медик Лаура в ролі доньки Анні Жирардо та Жана Рошфора в «Вогні Стрітення», яка закохується у вчителя (роль виконує Бернар Фрессон), та Домінік, вдівства матір школяра, яка закохується в заступника вчителя свого сина у фільмі «Пішак».
Типовим із цих персонажів є їхній свідок убивства Сесіль, молода вчителька, яка закохується в таємничу людину (Жерар Барре) і перебуває в небезпеці, у фільмі «Свідок.» Клод Жад рідко вдається уникнути цього образу: особливо в ролі Елеонори, яка через необережність руйнує дружбу між двома чоловіками (Жан-П'єр Кассель, Джон Макінері) у фільмі «Човен на траві». Вона також грає роль злісної вбивці Джулі в «Злісне задоволення». Клод Жад також зіграла роль турботливої і водночас вольової працівниці, яка надає допомогу людям похилого віку, в соціально-критичній комедії «Дім, милий дім», що отримала 1973 року в Москві спеціальний приз поряд з безліччю міжнародних премій. Її подвійна роль Анни і Джульєтти у «Виборі» (1976) також захоплива, є дві жінки з різними життєвими планами: реалістична художниця костюмів Анна прагне щастя у стосунках, а романтична танцівниця Джульєтта, яка хоче зробити кар'єру в балеті. Клод Жад зіграла також ще одну подвійну роль у фільмі «Ліза і Лаура» 1982 року. У 1943 р. Ліза була сором'язливою дружиною молодого дворянина, у 1980 р. Лаура була емансипованою редакторкою і постійно змінювала коханців.
Клод також багато працює за кордоном: Альфред Гічкок дає їй роль Мішель, доньки агента французької спецслужби в американській кінокартині «Топаз». Вона грає в бельгійських фільмах («Свідок», «Дім, милий дім», «Вибір»), в італійських фільмах («Дівчина з Віа Кондотті», «Номер один», «Спіраль туману»)… Крім цього, вона знімається в Японії в ролі черниці Марії-Терези в «Мис на півночі» Кея Кумаї і в Німеччині в ролі Евелін у «Побаченнях у Парижі». На початку 1980-х вона три роки жила в Москві зі своїм чоловіком, дипломатом Бернаром Косте і їхнім сином П'єром. Вона також отримує ролі в радянському кінематографі: 1980 року вона зіграла терористку Франсуазу, яка завоювала довіру колишнього кілера Макса (Армен Джигарханян), у фільмі «Тегеран-43». У «Ленін в Парижі» Сергія Юткевича вона грає роль революціонерки Інеси Арманд.
Вона також багато знімалася на телебаченні. На телебаченні їй знову вдалося перевершити очікування. Тут були також подвійні ролі. Крім іншого, вона грає серійного вбивцю з невинною зовнішністю в серіалі «Малавентура». Мала успіх у серіалі «Острів тринадцяти трун». У цій суміші загадок і пригод її відважна героїня Веронік стикається з моторошним прокляттям і диявольською інтригою. Вона також уособлювала історичних особистостей: поруч з Інесою Арманд були Луїза де Ла Валлієр у «Загубленому замку» і Люсіль Демулен у фільмі «Пристрасть Камілли і Люсіль Демулен».
Клод Жад також є запрошеною зіркою в телесеріалах, наприклад, 1981 року в ролі «Подруга з дитинства» в картині «Комісар Мулен», роль Монік в епізоді «Вікно» американського серіалу «Автостопник» і 1995 року в ролі вбивці Естель Тулуза в «Румерсі» та в серіалі «Жюлі Леско». Її головна роль у ролі Анни Шантрей у щоденній газеті «Cap des Pins» (1998—2000) також має успіх. Її чоловіка в цьому серіалі грає Поля Баржа, який вже був її партнером у «Поверненні Монте-Крісто» (1968) і «Мандрагола» (1972).
Продовжуючи зберігати активність у 1990-х, Клод була учасницею сімейної комедії «Честь роллу» з Гійомом де Тонкедеком, зіграла сором'язливу лесбійку Кароліну Вінберг у комедії Жана-П'єра Мокі «Привіт!», а 1998 року в образі дружини губернатора заявила про себе в історичній драмі Іраджа Азімі «Пліт Медузи».
Будучи членом ліонської театральної компанії Жана Мейєра, Жад чимало часу приділяла театральній сцені, виконавши кілька помітних ролей, і востаннє зіграла в п'єсі Селімен і кардинал у Парижі та на фестивалях 2006 року.
Вона зробила великий внесок у французьку культуру, і 1998 року стала кавалером Ордена Почесного легіону. У 2000 році отримала «Премію нової хвилі» на міжнародному кінофестивалі.
Клод Жад померла від раку очей, який поширився на її печінку, 1 грудня 2006 року, залишивши чоловіка, французького дипломата Бернара Косте, за якого вийшла заміж 1972 року, і сина П'єра.

## Фільмографія
| Рік       |     | Українська назва               | Оригінальна назва                       | Роль |
| --------- | --- | ------------------------------ | --------------------------------------- | --- |
| 1967      | док | Анрі IV                        | Henri IV                                | Фріда (фр. Frida) |
| 1967      | тф  | Злочин на вулиці Шантії        | Le Crime de la rue de Chantilly         | Лілі (фр. Lily) |
| 1968      | ф   | Вкрадені поцілунки             | Baisers volés                           | Крістін Дарбон (фр. Christine Darbon)                                                                                                  |
| 1968      | с   | Сушена слива                   | La Prunelle                             | 13 серій. Розетта (фр. Rosette) |
| 1968      | ф   | Під знаком Монте-Крісто        | Sous le signe de Monte-Cristo           | Лінда (фр. Linda) |
| 1969      | с   | Рідкісні птахи                 | Les Oiseaux rares                       | 42 серії. Сільві Массонно (фр. Sylvie Massonneau)                                                                                      |
| 1969      | ф   | Свідок                         | Le Témoin                               | Сесіль (фр. Cécile) |
| 1969      | ф   | Мій дядько Бенжамен            | Mon oncle Benjamin                      | Манетт (фр. Manette) |
| 1969      | ф   | Топаз                          | англ. Topaz                             | Мішель Пікар (фр. Michèle Picard) |
| 1969      | тф  | Сон в літню ніч                | Le Songe d'une nuit d'été               | Гелена (фр. Helena) |
| 1970      | с   | Алло, поліція                  | Allô Police                             | Епізод «Повернути відправнику» (фр. Retour à l'envoyeur). Ліліан Фрессолес (фр. Liliane Fressoles)                                     |
| 1970      | ф   | Сімейне вогнище                | Domicile conjugal                       | Крістін Дуанель (фр. Christine Doinel)                                                                                                 |
| 1970      | с   | Морегард                       | Mauregard                               | Епізод «1885: Час кохання» (фр. 1885: Le temps des amours). Молода Франсуаза (фр. Françoise jeune)                                     |
| 1970      | ф   | Ніжинські                      | Nijinsky                                | Ромола Ніжинські (фр. Romola Nijinsky)                                                                                                 |
| 1971      | ф   | Човен на траві                 | Le Bateau sur l'herbe                   | Елеонор (фр. Eleonore) |
| 1971      | тф  | Шахерезада                     | Shéhérazade                             | Шехерезада (фр. Shéhérazade) |
| 1972      | ф   | Вогні Стрітення                | Les Feux de la Chandeleur               | Лаура Бурсо (фр. Laura Boursault) |
| 1972      | тф  | Мандрагора                     | La Mandragore                           | Лукреція (фр. Lucrezia) |
| 1973      | тф  | Загублений замок               | Le Château perdu                        | Луїза де Ла Вальєр (фр. Louise de La Vallière)                                                                                         |
| 1973      | ф   | Номер один                     | Number One                              | Сільві Буассе (італ. Sylvie Boisset)                                                                                                   |
| 1973      | ф   | Дім, милий дім                 | La Fête à Jules (англ. Home Sweet Home) | мадмуазель Клер (фр. Mademoiselle Claire)                                                                                              |
| 1973      | ф   | Дівчина з Віа Кондотті         | італ. La ragazza di Via Condotti        | Тіффані (італ. Tiffany) |
| 1973      | ф   | Заборонені священики           | Prêtres interdits                       | Франсуаза Бернадо (фр. Françoise Bernardeau)                                                                                           |
| 1974      | тф  | Місячні птахи (фільм)          | Les Oiseaux de lune                     | Сильвія (фр. Sylvie) |
| 1974      | с   | Сьогодні ввечері в театрі      | Au théâtre ce soir                      | Епізод «Я тебе давно люблю» (фр. Il y a longtemps que je t'aime). Кларісс Нольє (фр. Clarisse Naulier)                                 |
| 1974      | с   | Погана вдача                   | Malaventure                             | Епізод «Містер один» (фр. Monsieur seul). Гелен (фр. Hélène)                                                                           |
| 1975      | ф   | Жорстоке задоволення           | Le Malin Plaisir                        | Джулі (фр. Julie) |
| 1975      | ф   | Занадто – це занадто           | Trop c'est trop                         | Патрісія (фр. Patricia) |
| 1975      | ф   | Майстер Пігмаліон              | Maître Pygmalion                        | Жульєтт (фр. Juliette) |
| 1976      | ф   | Вибір                          | Le Choix                                | Анна Жакмен / Жульєтт Аллард (фр. Anne Jacquemin / Juliette Allard)                                                                    |
| 1976      | тф  | Моя Роза                       | Mamie Rose                              | Агата (фр. Agathe) |
| 1976      | ф   | Мис на Півночі                 | яп. 北の岬                              | Марія-Тереза (фр. Marie-Therese) |
| 1976      | тф  | Колекціонер мізків             | Le Collectionneur de cerveaux           | Пенні Вандервуд (фр. Penny Vanderwood)                                                                                                 |
| 1977      | тф  | Кільця Бісетра                 | Les Anneaux de Bicêtre                  | Бланш Шаванн (фр. Blanche Chavannes)                                                                                                   |
| 1977      | тф  | Спіраль туману                 | італ. Una spirale di nebbia             | Марія Тереза Санджермано Теста (італ. Maria Teresa Sangermano Testa)                                                                   |
| 1978      | с   | Любов під час Революції        | Les Amours sous la Révolution           | Епізод «Пристрасть Камілли та Люсіль Демулен» (фр. La passion de Camille et Lucile Desmoulins). Люсіль Демулен (фр. Lucile Desmoulins) |
| 1978      | тф  | Одіссей повернувся             | Ulysse est revenu                       | Афіна (фр. Athena) |
| 1978      | ф   | Пішак                          | Le Pion                                 | Домінік Бенек (фр. Dominique Benech)                                                                                                   |
| 1978      | с   | Сьогодні ввечері в театрі      | Au théâtre ce soir                      | Епізод «Вольпоне» (фр. Volpone). Коломба (фр. Colomba)                                                                                 |
| 1979      | с   | Сінема 16                      | Cinéma 16                               | Епізод «Божевільний, як Франсуа» (фр. Fou comme François). Люсі Дежарден (фр. Luce Desjardins)                                         |
| 1979      | тф  | Божевільний, як Франсуа        | Fou comme François                      | Люсі Дежарден (фр. Luce Desjardins) |
| 1979      | ф   | Кохання, що втекло             | L'Amour en fuite                        | Крістін Дуанель (фр. Christine Doinel)                                                                                                 |
| 1979      | с   | Острів тридцяти трун           | L'Île aux trente cercueils              | 6 серій. Веронік д'Ержемонт (фр. Véronique d'Hergemont)                                                                                |
| 1980      | тф  | Антени до Франсіса Перрена     | Antenne à Francis Perrin                | Коломбіна / Марселіна / Камілла (фр. Colombine / Marceline / Camille)                                                                  |
| 1980      | тф  | Вовча печера                   | La Grotte aux loups                     | Соланж (фр. Solange) |
| 1980      | с   | Камера перша                   | Caméra une première                     | Епізод «Ми її недостатньо любили» (фр. Nous ne l'avons pas assez aimée). Жизель (фр. Gisèle)                                           |
| 1980      | ф   | Тегеран-43                     | Téhéran 43 (рос. Тегеран-43)            | Франсуаза (фр. Françoise) |
| 1980      | кф  | Хтось зник                     | Quelqu'un manque                        | невідомо |
| 1981      | с   | Сінема 16                      | Cinéma 16                               | Епізод «В кінці дороги» (фр. Au bout du chemin). Актриса (фр. La comédienne)                                                           |
| 1981      | ф   | Грати ва-банк                  | Le bahut va craquer                     | мадемуазель Ферран, професор філології (фр. Mademoiselle Ferrand, la prof de philo)                                                    |
| 1981      | тф  | Тринадцять                     | Treize                                  | Клер Маллуа (фр. Claire Mallois) |
| 1981      | ф   | Ленін в Парижі                 | рос. Ленин в Париже                     | Інеса Арманд (рос. Инесса Арманд) |
| 1981      | с   | Комісар Мулен                  | Commissaire Moulin                      | Епізод «Друг дитинства» (фр. L'amie d'enfance). Ізабель (фр. Isabelle)                                                                 |
| 1982      | тф  | Ліза і Лаура                   | Lise et Laura                           | Ліза / Лаура (фр. Lise / Laura) |
| 1982      | ф   | Рандеву в Парижі               | Rendez-vous à Paris                     | Евелін Дросте (фр. Evelyne Droste) |
| 1982      | ф   | Капітанська честь              | L'Honneur d'un capitaine                | адвокат Валуен (фр. l'Avocate Valouin)                                                                                                 |
| 1984      | с   | Воля до польоту                | італ. Voglia di volare                  | Барбара Габріеллі (італ. Barbara Gabrielli)                                                                                            |
| 1984      | ф   | Маленька дівчинка в соняшниках | Une petite fille dans les tournesols    | Марель (фр. Marelle) |
| 1986      | ф   | Допит                          | L’interrogatoire                        | Інґеборґ Шульце (фр. Ingeborg Schultze)                                                                                                |
| 1987      | ф   | Людина, якої не було           | L'Homme qui n'était pas là              | Аліса (фр. Alice) |
| 1987      | ф   | Хто мої судді?                 | Qui sont mes juges?                     | Маріанна (фр. Marianne) |
| 1989      | с   | Велика таємниця                | Le Grand Secret                         | 6 серій. Сюзан Френд (англ. Suzan Frend)                                                                                               |
| 1990      | с   | V для помсти                   | V comme vengeance                       | Епізод «Щастя інших» (фр. Le bonheur des autres). Агнес Джаламет (фр. Agnès Jalamet)                                                   |
| 1990      | с   | Автостопщик                    | англ. The Hitchhiker                    | Епізод «Вікна» (англ. Windows). Моніка (англ. Monique)                                                                                 |
| 1990      | кф  | Вікно                          | англ. The Window                        | Моніка (англ. Monique) |
| 1990      | с   | Синя квітка                    | Fleur bleue                             | Невідомо |
| 1990      | с   | Історії кохання                | Histoires d'amour                       | 2 серії. Невідомо |
| 1992      | ф   | Дошка пошани                   | Tableau d'honneur                       | Габріель Мартін (фр. Gabrielle Martin)                                                                                                 |
| 1993      | с   | Легковажність                  | La Tête en l'air                        | 23 серії. Сільві Гюйо (фр. Sylvie Guyot)                                                                                               |
| 1994      | ф   | Бонсуа                         | Bonsoir                                 | Керолін Вінберґ (фр. Caroline Winberg)                                                                                                 |
| 1994      | тф  | Євгенія Гранде                 | Eugénie Grandet                         | Люсьєн де Грассен (фр. Lucienne des Grassins)                                                                                          |
| 1994      | тф  | Зниклий безвісти               | Porté disparu                           | Елен (фр. Hélène) |
| 1995      | с   | Жюлі Леско                     | Julie Lescaut                           | Епізод «Чутки» (фр. Rumeurs). Естель Тулуза (фр. Estelle Toulouse)                                                                     |
| 1995      | с   | Наварро                        | Navarro                                 | Епізод «Смертельні почуття» (фр. Sentiments mortels). Женев'єв Марсілак (фр. Geneviève Marcillac)                                      |
| 1995      | с   | Прекрасна епоха                | Belle Époque                            | 3 серії. Мати Клеменса (фр. Mère de Clémence)                                                                                          |
| 1997      | с   | Інспектор Моретті              | Inspecteur Moretti                      | Епізод «Дитина на сонці» (фр. Un enfant au soleil). Мадам Маркіз (фр. Madame Marquis)                                                  |
| 1998      | с   | Жінка честі                    | Une femme d'honneur                     | Епізод «Втрачена пам'ять» (фр. Mémoire perdue). Мадлен Тробер (фр. Madeleine Trobert)                                                  |
| 1998      | ф   | Пліт Медузи                    | Le Radeau de La Méduse                  | Райне Шмальц (фр. Reine Schmaltz) |
| 1998—2000 | с   | Приплив життя                  | Cap des Pins                            | 29 серій. Анна Шантрей (фр. Anna Chantreuil)                                                                                           |
| 2000      | с   | Наркотичні сценарії            | Scénarios sur la drogue                 | Епізод «Пандус» (фр. La rampe). Еллі (фр. Elle)                                                                                        |
| 2000      | с   | Без родини                     | Sans famille                            | 2 серії. Прекрасна дама Арнай (фр. Belle dame Arnay)                                                                                   |
| 2004      | с   | Злочин                         | La Crim'                                | Епізод «Секрет» (фр. Le secret). Арманд де Монкурте (фр. Armande de Montcourtet)                                                       |
| 2004      | кф  | У Сан-Ремо                     | À San Remo                              | Мішель (фр. Michèle) |
| 2005      | с   | Група прапорів                 | Groupe flag                             | Епізод «Правда чи брехня» (фр. Vrai ou faux). Емма Назаров (фр. Emma Nazarov)                                                          |
| 2006      | ф   | Целімена і кардинал            | Célimène et le Cardinal                 | Целімена (фр. Célimène) |